# DIC Entertainment
DIC Entertainment Corporation (Originalemnte siglas de Diffusion information communication, estilizado como DiC) fue una productora audiovisual especializada en dibujos animados. Fundada en 1971 por Jean Chalopin en Tours (Francia), se dio a conocer a nivel internacional con el estreno de Ulises 31 y el Inspector Gadget. La apertura de la filial de Estados Unidos incrementó el número de producciones, y su responsable Andy Heyward terminaría tomando el control en 1986. Desde ese año y hasta su desaparición en 2008, la sede estuvo localizada en Burbank, California.
En la década de 1980 se convirtió en la mayor productora independiente de series de animación, con buena parte del catálogo basado en licencias de otras series, juguetes y videojuegos. Además fue una de las primeras licenciatarias de anime en EE. UU. Los derechos sobre el catálogo de la extinta productora pertenecen desde 2008 al grupo canadiense WildBrain.

## Historia
La productora DIC fue fundada en 1971 por Jean Chalopin. Sus orígenes se remontan a 1968 como una agencia de publicidad francesa, la OGAP (Office de Gestion et d'Action Publicitaire), cuya sede se encontraba en Tours. Aunque al principio trabajaba solo a nivel local, supo crecer gracias al auge de la televisión y a la producción de anuncios de dibujos animados, con un estudio dirigido por Bernard Deyriès. Tres años después, la OGAP se transformó en «Diffusion information communication» (DIC) gracias a una ampliación de capital, aportada por el diario regional La Nouvelle République y por CLT Luxembourg como accionista mayoritario.
A partir de la década de 1980, DIC se dedicó exclusivamente a la producción de dibujos animados infantiles, motivada por el éxito en Francia del anime Goldorak. Las primeras series que estrenó en televisión fueron Cro et Bronto y Archibald le Magi-chien (1980). Luego se asoció con el estudio japonés Tokyo Movie Shinsha para crear Ulises 31 (1981) y Las misteriosas ciudades de oro (1982), ambas con repercusión internacional. Los diseños de personajes se realizaban en Francia, mientras que la animación estaba subcontratada y corría a cargo de los nipones.
Para introducirse en Estados Unidos, DIC abrió en 1982 una delegación dirigida por Andy Heyward, exempleado de Hanna-Barbera. Heyward se ganó la confianza de Chalopin a raíz del estreno de Inspector Gadget (1983), la serie más rentable en la historia del estudio, y logró que la filial produjese sus propias series para el mercado estadounidense, la mayoría basadas en licencias de juguetes, que luego vendía a distribuidoras y cadenas de redifusión. En ese sentido, DIC se labró fama en el sector estadounidense de aceptar numerosos encargos a bajo coste y de ofrecer malas condiciones laborales, al punto de ser apodada Do It Cheap (en español, «hazlo barato»). Entre los títulos estrenados bajo la nueva alianza destacaron The Littles, Rainbow Brite, Isidoro y sus amigos (1984), la primera temporada de Care Bears, y M.A.S.K. (1985).
En 1986, Heyward se hizo con el control total de DIC por 70 millones de dólares, mediante una compra de las acciones de Jean Chalopin y CLT. Sus primeras medidas fueron trasladar la sede de DIC a Estados Unidos y consolidar el modelo de coproducciones a bajo coste. Por otra parte, Chalopin abandonó DIC y fundó su propio estudio de animación, «Créativité et Développement» (C&D). Aunque Heyward asumió el control de la compañía, lo hizo a un coste tan elevado que la operación nunca fue rentable. Un año después, DIC se vio obligada a vender su catálogo internacional a Haim Saban, quien de inmediato se lo traspasó a C&D en una operación cruzada. Si bien Heyward demandó a Saban por competencia desleal, ambas partes evitaron el juicio en 1991.
DIC se había convertido a finales de los años 1980 en la mayor productora independiente de series de animación. Casi todos sus nuevos lanzamientos estaban basados en licencias de juguetes, videojuegos, series de televisión y películas. En 1993 la empresa fue adquirida por el grupo Capital Cities/ABC, y dos años más tarde se integró en la estructura de The Walt Disney Company, quedándose sin la división de ventas internacionales.
Heyward recuperó el control de DIC en 2000, a través de una compra facilitada por el fondo Bain Capital, y le cambió el nombre a «The Incredible World of DIC». La compañía se mantuvo en activo hasta que en 2008 fue absorbida por el grupo educativo canadiense Cookie Jar Entertainment —antigua CINAR—, en una operación valorada en 87 millones de dólares. A su vez, Cookie Jar fue adquirida en 2013 por DHX Media (WildBrain), actual propietaria del catálogo de la extinta productora.

## Series de televisión
| - Archibald le Magi-chien (1980-1981) - Las misteriosas ciudades de oro (1981) - Ulises 31 (1981) - Inspector Gadget (1983-1985) - The Littles (1983-1985) - La Pandilla Feliz (1984) - Pole Position (1984) - Heathcliff y los Gatos Cadillac (Isidoro el gato) (1984) - Hulk Hogan's Rock 'n' Wrestling (1985-1986) - Jayce y los Guerreros Rodantes (1985) - Care Bears (1985) - M.A.S.K. (1985-1986) - Los verdaderos cazafantasmas (1986-1991) - Daniel el travieso (1986-1988) - ALF: The Animated Series (1987) - Las aventuras de Teddy Ruxpin (1987) - Dinoplativolos (1987) - Karate Kid (1989) - G.I. Joe: A Real American Hero (1989-1991) - El súper programa de Super Mario Bros. (1989) - Capitán N: el amo del juego (1989) - Las aventuras de los Súper Hermanos Mario (1990) - New Kids on the Block (1990) - Capitán Planeta y los Planetarios (1990-1993) - ¿Dónde está Wally? (1991) - El mundo de Super Mario (1991) - Las aventuras de Sonic (1993) - Sonic el héroe (1993-1994) | - Madeline (1993-2000) - Where on Earth Is Carmen Sandiego? (1994-1999) - Street Sharks, los tiburones de la calle (1994-1997) - Sailor Moon (1995-1997, versión en inglés doblaje) - Gadget Boy (1995-1998) - Action Man (1995-1996) - Siegfried and Roy: Masters of the Impossible (1996) - Los viajes de Inspector Gadget (1996) - Momias/Momias ¡Viven!/Momias Aquí (1997) - Sonic y su Banda (1999) - Sherlock Holmes en el siglo XXII (1999-2001) - Sabrina: The Animated Series (1999) - Archie's Weird Mysteries (1999) - Alienators: Evolution Continues (2001-2002) - Super Duper Sumos (2001) - Mary-Kate y Ashley en Acción (2001-2002) - Gadget Y Los Gadgetinis (2002) - Liberty's Kids (2002) - Stargate Infinity (2002) - Strawberry Shortcake/Tarta de Fresa (2003-2008) - Sabrina: Academia de Brujas/Sabrina: Secretos de la Brujita (2003) - Trollz (2005) - Horseland (2006-2008) - DinoSquad (2007-2008) - Sushi Pack (2007-2008) |

## Película
- Rainbow Brite y el ladrón de estrellas (1985)